# Циклогексилбензол
Циклогексилбензол (фенилциклогексан) — ароматическое органическое соединение, состоящее из бензольного и циклогексанового колец, соединённых между собой. Является промышленным продуктом нефтехимии, представляет значительный интерес как сырьё для тонкого органического синтеза.

## Получение
- Основным способом получения является реакция бензола с циклогексеном. Сначала в колбу помещают бензол и концентрированную серную кислоту, являющуюся катализатором процесса. Смесь охлаждают в бане со льдом, после чего в течение 1,5 часа приливают циклогексен в таком количестве, чтобы число моль бензола оказалось в 3 раза больше, чем число моль циклогексена. При этом смесь постоянно перемешивают, а также поддерживают температуру при 5-10 °C. После внесения всего циклогексена перемешивание продолжается ещё в течение 1 часа. Затем углеводородный слой отделяют, охлаждают льдом, 4 раза промывают холодной концентрированной серной кислотой. После этого продукт 2 раза промывают тёплой водой с температурой 50 °C, 3%-ным раствором гидроксида натрия и снова чистой водой. Затем смесь углеводородов сушат над хлоридом кальция и подвергают перегонке. Циклогексилбензол при этом собирают в пределах 238—243 °C. При соблюдении данной методики выход продукта составляет 65-68 %. Протекает следующая реакция[5]:

{\displaystyle {\ce {C6H6 + C6H10 ->[kat] C6H5-C6H11}}}
- Исторически фенилциклогексан (или фенилгексаметилен, как он изначально был назван) был впервые получен учеником Марковникова  и отцом известного советского химика Н. И. Курсановым в 1899 году каталитическим взаимодействием бензола и хлорциклогексана по Фриделя — Крафтсу в присутствии хлорида алюминия[6][7][2]:

{\displaystyle {\ce {C6H6 + C6H11Cl ->[kat] C6H5-C6H11 + HCl}}}
- Реакция бензола с циклогексанолом в среде фторида бора(III) при температуре 60 °C. Выход продукта при этих условиях достигает 56 %[8]:

{\displaystyle {\ce {C6H6 + C6H11OH ->[kat] C6H5-C6H11 + H2O}}}

## Физические свойства
Растворим в спирте, ацетоне, бензоле, гексане, тетрахлорметане, касторовом масле.
Зависимость давления паров жидкого циклогексилбензола (мм рт. ст.) от температуры (°C) выражается уравнением:
{\displaystyle lg(P)=6,73268-{1589,685 \over 172,605+t}}

## Химические свойства
- Полностью дегидрируется до бифенила дифенилдисульфидом с хорошим выходом[10]:

{\displaystyle {\ce {C6H5-C6H11 ->[Ph2S2] C6H5-C6H5 + 3H2}}}
- Нитруется по третичному атому углерода циклогексанового кольца разбавленной азотной кислотой, давая нитросоединение циклогексилбензола[11].

- Окисляется смесью хлорида рения(III) и периодата натрия до циклогексанкарбоновой кислоты при 20 °C. Выход продукта достигает 94 % при протекании реакции в течение 24 часов[12].

- Может быть окислен кислородом, а затем в кислой среде переведён в фенол и циклогексанон. Данный метод получил название «гидроперекисный», однако его использование на практике ограничено ввиду недостаточной доступности циклогексилбензола[13]:

## Применение
На основе циклогексилбензола изготавливаются сцинтилляторы, которые в процессе работы или при хранении способны, в отличие от ряда других сцинтилляторов, соприкасаться с различными полимерными материалами за счёт малой растворимости полиметилметакрилата и некоторых других пластмасс в циклогексилбензоле. По световыходу сцинтилляторы на основе данного вещества близки к толуольным.
Используется в качестве нейтрального органического растворителя. К примеру, в циклогексилбензоле проводят синтез триалкилфосфитов взаимодействием алифатических спиртов с хлоридом фосфора(III).